# Викхейм, Густав
Густав Мендонса Викхейм (норв. Gustav Mendonça Wikheim; 18 марта 1993 Драммен, Норвегия) — норвежский футболист, вингер клуба «Стрёмсгодсет».
Сводный брат Викхейма также профессиональный футболист — Ларс Фуре. Их общая мать — бразильянка.

## Клубная карьера
Викхейм начал карьеру в клубе «Стрёмсгодсет». 10 апреля 2011 года в матче против «Одда» он дебютировал в Типпелиге, заменив в конце второго тайма Ола Камара. 23 марта 2012 года в матче против «Мольде» Густав забил свой первый гол за «Стрёмгодсет». В 2013 году Викхейм помог команде выиграть чемпионат.
В начале 2016 года он перешёл в бельгийский «Гент». Сумма трансфера составила 1,6 млн. евро. В матче против льежского «Стандарда» Викхейм дебютировал в Жюпиле лиге, заменив во втором тайме Мойзеса Симона. Летом для получения игровой практики он на правах аренды перешёл в датский «Мидтьюлланн». 9 сентября в матче против «Эсбьерга» Густав дебютировал в датской Суперлиге. 25 сентября в поединке против «Хорсенс» он забил свой первый гол за «Мидтьюлланн». По итогам сезона клуб выкупил трансфер Викхейма.

## Достижения
Командные
 «Стрёмсгодсет»
- Чемпионат Норвегии по футболу — 2013

 «Мидтьюлланн»
- Чемпионат Дании по футболу — 2017/2018
- Кубок Дании по футболу — 2018/2019